# Nature morte aux fromages, artichaut et cerises
Nature morte aux fromages, artichaut et cerises est un tableau réalisé par la peintre flamande Clara Peeters vers 1625. De format horizontal, cette huile sur panneau de bois est une nature morte représentant devant un fond noir les ingrédients d'un petit déjeuner : principalement un artichaut, huit cerises, du pain, trois fromages et du beurre. Reçue en don en 2003, l'œuvre est conservée au musée d'Art du comté de Los Angeles, à Los Angeles, en Californie, aux États-Unis.

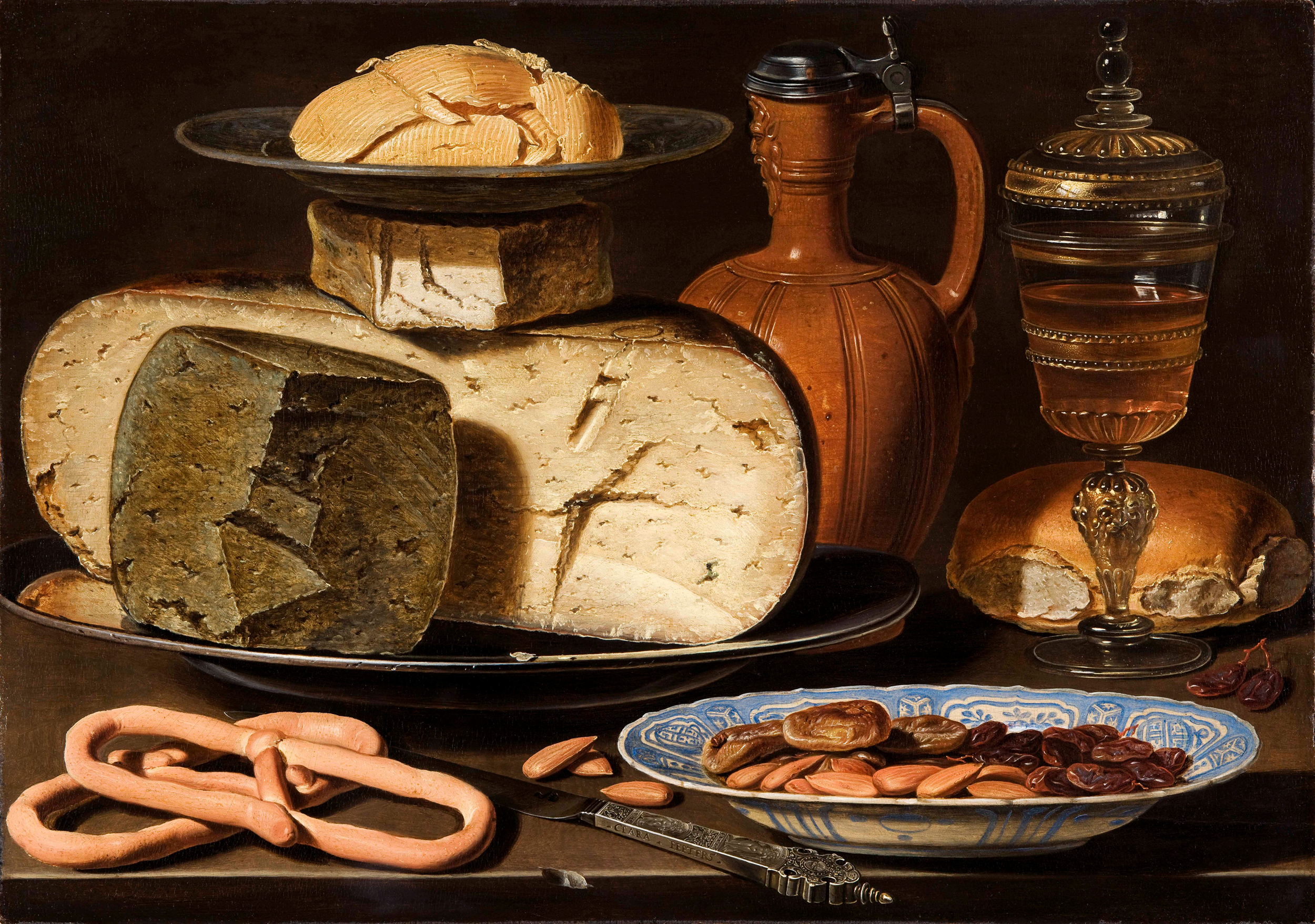
Nature morte aux fromages, amandes et bretzels, vers 1615 – Mauritshuis, La Haye.